# Водягин, Алексей Алексеевич
Алексе́й Алексе́евич Водя́гин (10 января 1925, Москва — 21 апреля 1991, Москва) — советский футболист и тренер. Игровое амплуа — полузащитник. Заслуженный мастер спорта СССР (1951). Заслуженный тренер РСФСР (1980).
Выступал с публикациями в еженедельнике «Футбол-Хоккей».

## Карьера

### Клубная
С 14 лет выступал за юношескую команду столичного «Металлурга», вскоре оказался в другом московском клубе — «Строитель». Во время Великой Отечественной войны не подлежал демобилизации по молодости. В 1943 году поступил в ГЦОЛИФК и почти до конца войны выступал за команду военного факультета этого учебного заведения.
В 1945 году перешёл в ЦДКА, в матчах первых команд появлялся на поле дважды. В 1946 году армейцы передали Водягина в главную студенческую команду страны — московский «Буревестник», выступавшую во втором эшелоне чемпионата СССР. Перед стартом сезона-1947 вернулся в ЦДКА, где стал одним из ведущих игроков. В 1952 году, когда ЦДКА был расформирован, Водягин попал в армейский коллектив города Калинина, затем играл в команде МВО, два сезона провёл в столичном «Динамо», завершил карьеру в «Крыльях Советов» (Куйбышев). Всего сыграл в высшей лиге чемпионата СССР 162 матча и забил 17 мячей.

### Тренерская
Тренировал команды «Химик» (Новомосковск), «Электрон» (Новгород), «Трудовые резервы» (Ворошиловград), «Знамя» (Ногинск), «Судостроитель» (Николаев), работал тренером СДЮШОР «Динамо» (Москва) — 1977—1989 гг. В футбольной школе подготовил Р. Атаулина и С. Некрасова.
Работал начальником в «Торпедо» (Москва) (1956) и «Волге» (Калинин) (1964, по июль).

## Достижения
- Чемпион СССР (4): (1947, 1948, 1950, 1951).
- Обладатель Кубка СССР (3): (1948, 1951, 1953).
- Входил в список 33 лучших футболистов сезона — 2 раза: № 1 — 1950, № 2 — 1948.
- В 1980 команда воспитанников СДЮШОР «Динамо» (Москва) стала победителем всесоюзных соревнований специализированных футбольных школ.